# Piotrowice (powiat otwocki)
Piotrowice – wieś w Polsce położona w województwie mazowieckim, w powiecie otwockim, w gminie Karczew. Leży na terenie mikroregionu etnograficznego Urzecze, przy drodze wojewódzkiej nr 801 w pobliżu skrzyżowania z drogą krajową nr 50.
Wierni Kościoła rzymskokatolickiego należą do parafii św. Jana Chrzciciela w Warszawicach.
W latach 1975–1998 miejscowość należała administracyjnie do województwa warszawskiego.
We wsi znajduje się jezioro długości około pół kilometra będące pozostałością po dawnym korycie  Wisły, która obecnie odsunęła się o 3 km na zachód.

## Galeria

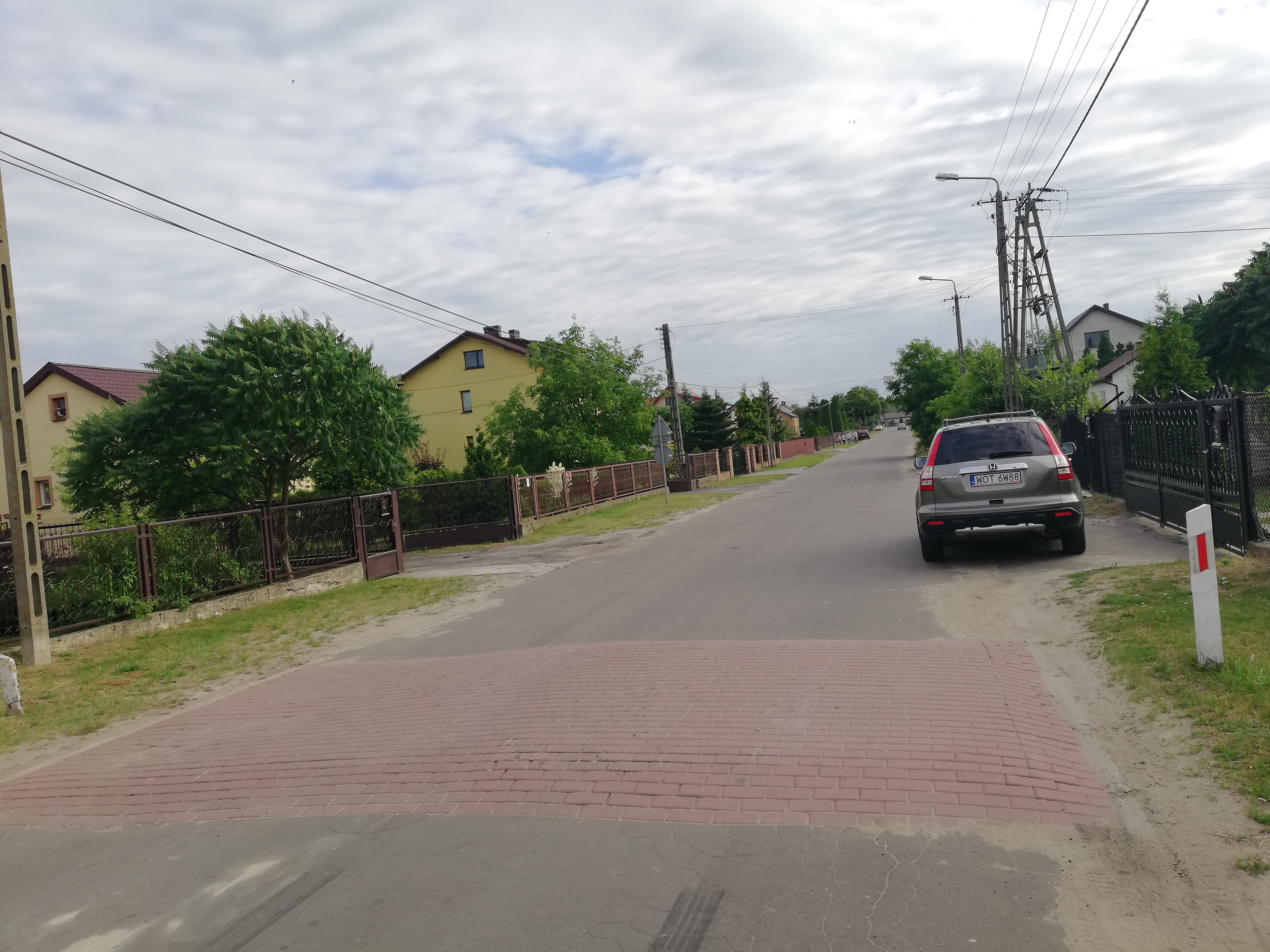
Główna droga Piotrowic
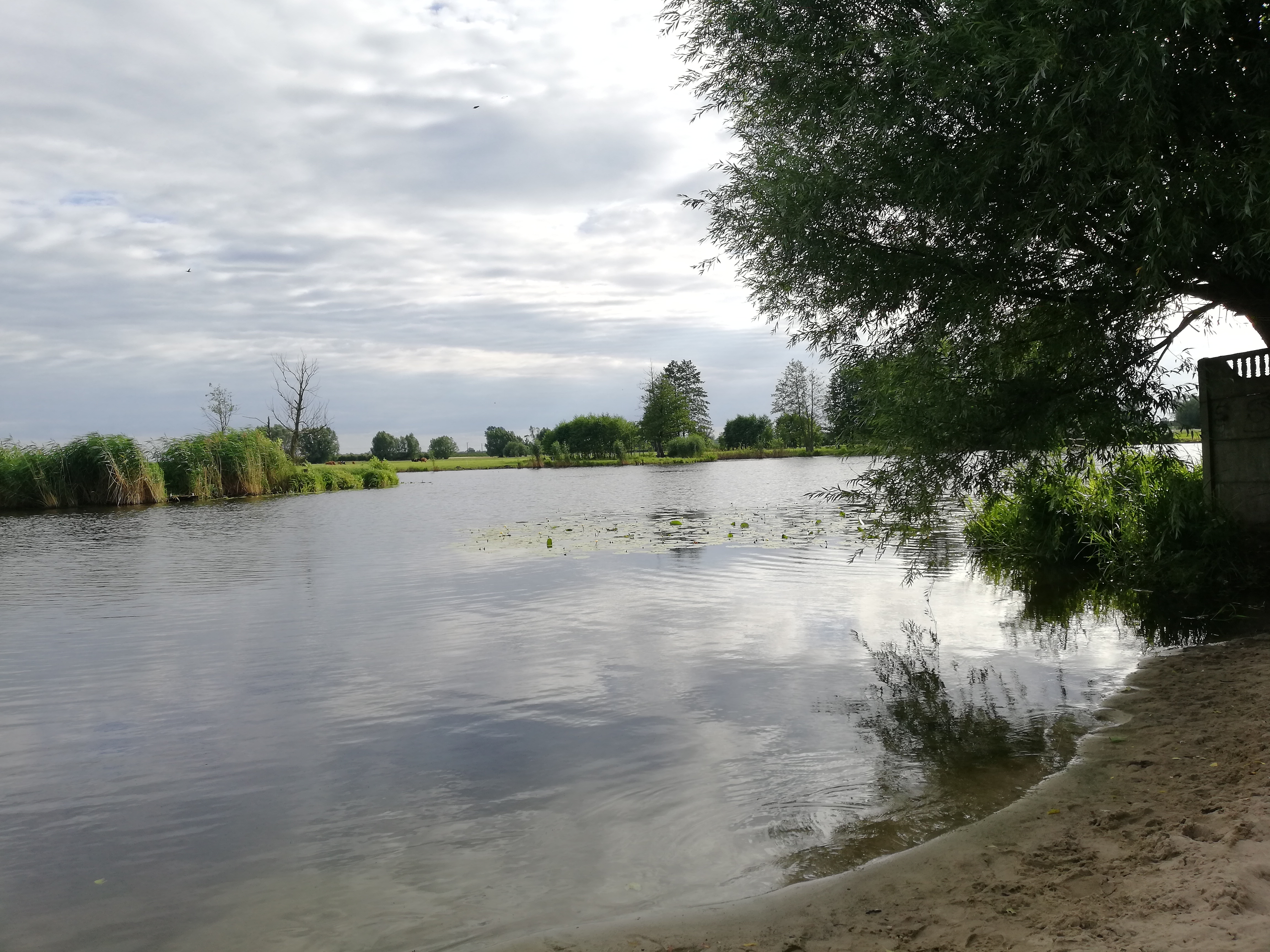
Jezioro w Piotrowicach
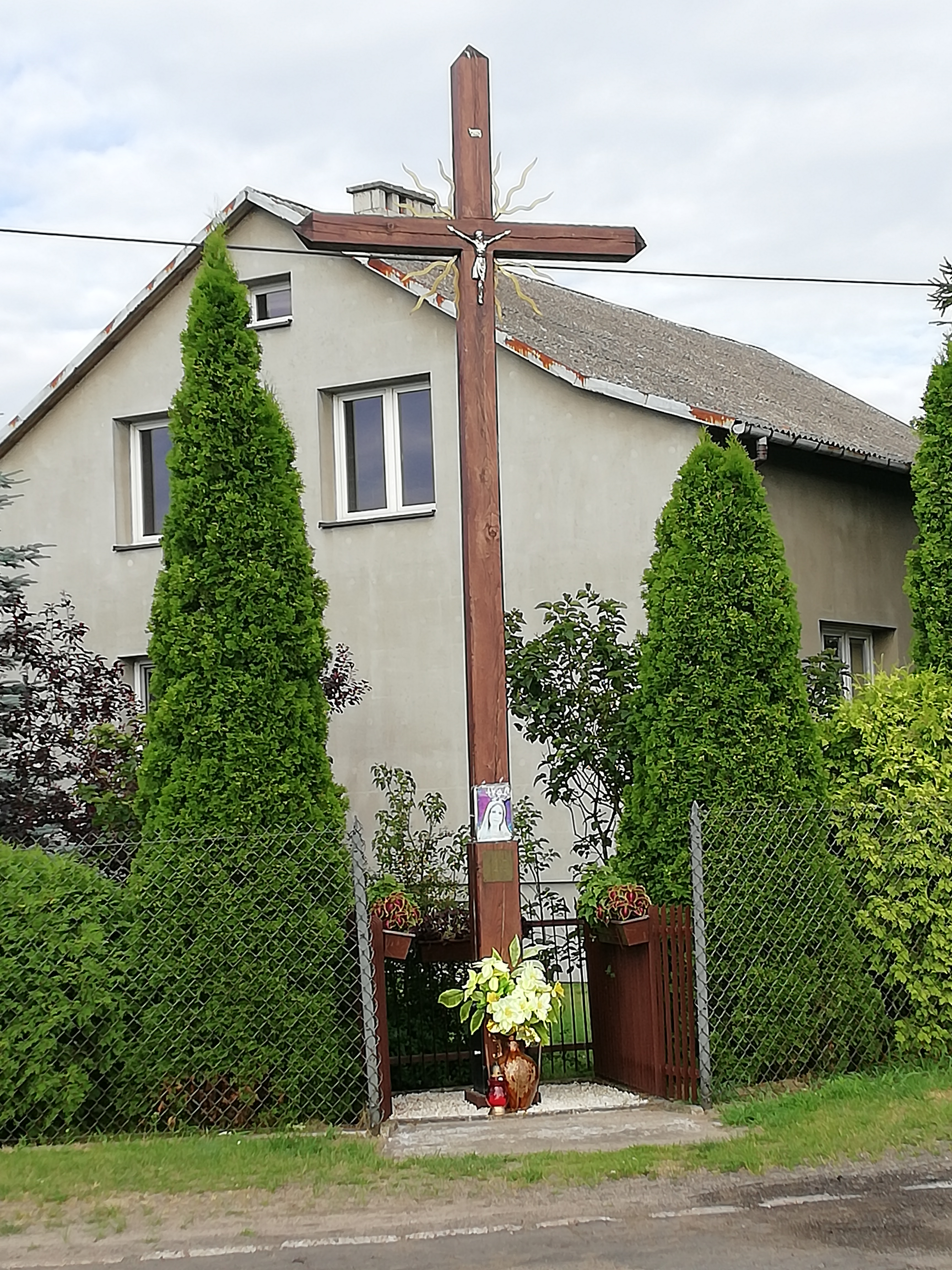
Krzyż w centrum wsi

## Sąsiednie wsie
- Dziecinów (na południe od wsi),
- Całowanie (na wschód od wsi),
- Sobiekursk (na północny wschód od wsi),
- Glinki (na północny zachód od wsi),
- Ostrówek (na południowy zachód od wsi).[6]